# Episodi di Being Human (serie televisiva 2011) (prima stagione)
La prima stagione della serie televisiva Being Human, composta da 13 episodi, è stata trasmessa negli Stati Uniti sul canale via cavo Syfy dal 17 gennaio all'11 aprile 2011.
In Italia la stagione è stata trasmessa dall'11 maggio al 3 agosto 2011 sul canale satellitare AXN Sci-Fi.
L antagonista principale è Bishop.
| nº | Titolo originale                                    | Titolo italiano                                            | Prima TV USA     | Prima TV Italia |
| -- | --------------------------------------------------- | ---------------------------------------------------------- | ---------------- | --------------- |
| 1  | There Goes the Neighborhood (Part 1 & 2)            | Una strana convivenza (prima e seconda parte)              | 17 gennaio 2011  | 11 maggio 2011  |
| 2  | There Goes the Neighborhood (Part 1 & 2)            | Una strana convivenza (prima e seconda parte)              | 24 gennaio 2011  | 18 maggio 2011  |
| 3  | Some Thing to Watch over Me                         | Conclusione necessaria                                     | 31 gennaio 2011  | 25 maggio 2011  |
| 4  | Wouldn't It Be Nice (If We Were Human)              | Segui la tua natura                                        | 7 febbraio 2011  | 1º giugno 2011  |
| 5  | The End of the World As We Know It                  | Ad ognuno il suo                                           | 14 febbraio 2011 | 8 giugno 2011   |
| 6  | It Takes Two to Make a Thing Go Wrong               | Niente finisce, tutto si trasforma                         | 21 febbraio 2011 | 15 giugno 2011  |
| 7  | I See Your True Colors... And That's Why I Hate You | Uscire allo scoperto                                       | 28 febbraio 2011 | 22 giugno 2011  |
| 8  | Children Shouldn't Play with Undead Things          | Tutti abbiamo bisogno degli amici                          | 7 marzo 2011     | 29 giugno 2011  |
| 9  | I Want You Back (From the Dead)                     | Avrò cura di te                                            | 14 marzo 2011    | 6 luglio 2011   |
| 10 | Dog Eat Dog                                         | Il sacrificio dell'amicizia                                | 21 marzo 2011    | 13 luglio 2011  |
| 11 | Going Dutch                                         | Gli olandesi                                               | 28 marzo 2011    | 20 luglio 2011  |
| 12 | You're the One That I Haunt                         | La resa dei conti                                          | 4 aprile 2011    | 27 luglio 2011  |
| 13 | A Funny Thing Happened on the Way to Me Killing You | È successa una cosa divertente, mentre venivo ad ucciderti | 11 aprile 2011   | 3 agosto 2011   |

## Una strana convivenza (prima e seconda parte)
- Titolo originale: There Goes the Neighborhood (Part 1 & 2)
- Diretto da: Adam Kane
- Scritto da: Jeremy Carver & Anna Fricke

### Trama
Un ragazzo, Josh, vaga per il bosco, nudo, per poi trasformarsi in un licantropo. Dopo una serata insieme, due ragazzi finiscono per fare l'amore quando lui, Aidan, in un momento di follia, la morde, uccidendola. L'indomani, i due ragazzi si incontrano e da buoni amici e colleghi, si recano al lavoro insieme. Aidan incontra Kara, una nuova infermiera sostituta di Rebecca, la ragazza da lui uccisa la sera prima. Mangiato dai sensi di colpa, Aidan incontra e si scontra con Mark, un altro vampiro con il quale non è in buoni rapporti. Stanchi di vivere come esiliati e di non poter mantenere una facciata di normalità, Josh e Aidan decidono di trovare un appartamento e andare a vivere insieme. Le ricerche li conducono a Danny che sta vendendo la sua casa dopo la morte della ragazza. I due decidono di affittarla e di trasferirsi lì quando, dopo poco tempo, si accorgono che in casa c'è qualcuno: è Sally, lo spirito della ragazza di Danny che non riesce ad andarsene. Nonostante la stranezza della situazione, i tre decidono di provare a convivere. L'indomani, al lavoro, Josh incontra Emily, sua sorella, con la quale non aveva più rapporti da quando la sua vita aveva subito una rivoluzione inaspettata. La sorella, ignara delle condizioni del fratello, gli confessa dei suoi segreti per portare Josh ad aprirsi con lei, invano. Aidan si trova costretto a fare i conti con il ricordo di Rebecca e con Bishop, un anziano, che pensa che il ragazzo sia tornato quello di un tempo e lo spinge ad unirsi nuovamente a loro e tornare ad uccidere. Intanto una nuova luna piena è incombente ed Aidan, per aiutare Josh, lo porta nella "stanza", un'ala dell'ospedale in disuso perfetta per la sua trasformazione. A casa, Sally è disperata per il ricordo della sua vita passata e per quello che vorrebbe fare ma non riesce e così, cercando conforto nei nuovi amici, prova ad andare avanti con la nuova vita pur rimanendo saldamente ancorata al ricordo di Danny. È sera e Aidan è stato attirato da Bishop nel suo covo dove cede alla tentazione e si nutre di una ragazza mentre Bishop trasforma definitivamente Rebecca, tenuta in vita all'oscuro di Aidan. Josh si reca nella stanza per la trasformazione quando, improvvisamente, entra anche Emily. In preda al panico, Josh chiama Aidan che non risponde e, in lacrime, chiama anche Sally che però non riesce a fare niente mentre la trasformazione sta avvenendo. Aidan ascolta il messaggio di Josh e si precipita alla stanza dove riesce per un soffio a portare via Emily. Rimasto solo con la ragazza, Aidan prova a spiegarle che il fratello ha un problema del quale lui dovrebbe parlarle. L'indomani, Sally è ancora disperata per non poter comunicare con Danny e chiede così ai suoi unici due amici di chiamarlo con la scusa di fargli aggiustare l'impianto idraulico. Una volta arrivato, Danny provoca una reazione eccessiva in Sally che fa esplodere delle lampade, successivamente la ragazza prova a toccarlo e a parlargli, ma Danny non riesce a percepirla. Vedendo la tristezza dell'amica, Josh e Aidan chiedono a Danny di parlare loro di Sally e, dopo aver parlato più che bene della ormai defunta ragazza, racconta loro di come sia morta. Al lavoro, Aidan incontra di nuovo Kara, la quale gli parla ancora di Rebecca e flirta con lui invitandolo ad uscire non riuscendo però a convincerlo. Nel frattempo Josh incontra Rebecca, che sta per morderlo ma accorgendosi dall'odore che è un licantropo rinuncia, informandolo però che è stato Aidan a ucciderla. Su tutte le furie, Josh va dall'amico il quale non è in grado di dargli risposte in quanto anche lui sapeva credeva che Rebecca fosse morta. Così, mentre Josh affronta Emily, mantenendo il segreto sui reali motivi per cui se n'è andato da casa e dalla sua ragazza, Aidan Cerca Bishop per chiedergli spiegazioni, e scopre che è stato lui a trasformare Rebecca. Non avendo ricevuto le risposte desiderate, Aidan va da Rebecca la quale però non è propensa a rinunciare al sangue umano fresco e anzi va subito a caccia di umani. A casa intanto, Josh cerca di far capire a Sally che il suo sogno di vita insieme a Danny non potrà più realizzarsi a causa della sua nuova condizione, ma la ragazza non demorde e vuole comunque provare a comunicare con Danny. La sera, Aidan è in un bar dove incontra Kara e mentre è con lei si accorge che rischia di ucciderla e così chiama Josh che si precipita sul posto dove nel frattempo è arrivata anche Rebecca. Dopo aver provocato qualche problema la neo-vampira dice ad Aidan che lo lascerà in pace e sembra andarsene, ma invece aspetta Kara all'uscita per ucciderla, aspettando poi sul posto Aidan e Josh insieme a Kara ormai morente allo scopo di convincere Aidan a trasformarla in vampiro; ma Aidan rifiuta preferendo lasciarla morire piuttosto che condannarla a una simile esistenza. In ospedale, mentre Josh dice alla sorella di stargli lontano, Aidan ha una conversazione molto intensa con Bishop durante la quale Bishop vuole sapere se Aidan intende stare dalla parte dei vampiri o dei suoi amici, e in cui Aidan sceglie i suoi amici. Triste per la morte di Kara, Aidan a casa trova l'appoggio dei suoi amici, sempre pronti a sostenersi l'un l'altro.

## Conclusione necessaria
- Titolo originale: Some Thing to Watch over Me
- Diretto da: Jerry Ciccoritti
- Scritto da: Jeremy Carver & Anna Fricke

### Trama
Sulla strada del lavoro, Aidan si trova di fronte il ricordo di vecchie vittime così, decide di emanciparsi di più con il vicinato e organizza una festa a casa loro la sera, per organizzare le ronde di quartiere per un vandalo che si aggira in quelle strade. Durante la serata, mentre Sally è in trepida attesa per Danny e Josh fa amicizia con Jessie, Aidan nota che un uomo lo fissa in maniera molto strana. L'indomani, mentre Sally rimane in casa con Tony, un altro fantasma che, come lei, è ancora "intrappolato" in Terra, e le insegna dei modi per spostarsi da una parte all'altra senza toccare maniglie, porte o finestre, Aidan è al lavoro quando riceve la visita di Bishop che lo informa riguardo a delle ricerche sul suo conto, effettuate da Michael Garrity, l'uomo della festa. Incontrato l'uomo, Michael, ubriaco, mostra ad Aidan un identikit dell'uomo che, anni prima, uccise suo padre e, l'immagine, è proprio uguale a lui. Cercando di mantenere la sua facciata umana, Aidan se ne va ma Michael lo segue e gli dice che l'assassino aveva sul petto un tatuaggio con scritto "Celine" e di mostrarglielo ma, negando di mostrargli il petto, Aidan fa scattare la rabbia di Michael che, durante la lotta, lo spinge su un palo e lo infilza. Mentre Aidan sembra morto, Michael si avvicina e vede il tatuaggio: in quel momento Aidan si risveglia e Michael scappa impaurito.
Intanto a casa, Josh affronta la ronda di quartiere mentre Sally pare aver trovato un nuovo amico che la capisca meglio di chiunque altro fino a quando Tony, dopo averla portata fuori casa, prova a baciarla rovinando la nuova amicizia. L'indomani, mentre Josh sta per andare al lavoro, Tony appare nuovamente a casa e chiarisce con Sally la quale, fidandosi ancora dell'amico, esce con lui che la porta al cimitero, davanti alla sua tomba. Qui, Tony si lascia a confessione e le racconta di essere andato dal suo unico grande amore, ora felice e, in quel momento, appare una porta: è la sua porta verso il Paradiso. Poco prima di attraversarla, Tony confessa a Sally di aver toccato la sua ex ragazza, facendo aumentare ancora di più la sua speranza.
Dopo quanto accaduto la sera prima, Aidan viene aiutato da Bishop che, dopo averlo fatto nutrire, cerca di risolvere il danno fatto impedendo al ragazzo di "giocare" con i ricordi di Michael. La sera, Bishop si presenta a casa di Michael e, dopo avergli raccontato la verità riguardo a se stesso e ad Aidan, lascia a Marcus l'onore di trasformarlo ma, in quel momento, arriva Aidan che glielo impedisce e porta a termine il suo piano di far dimenticare tutto all'uomo.
Josh invece, è con Jessie a controllare il quartiere quando, sentendo odore di benzina, trova il teppista e, in un raptus di follia quasi lo strangola.
L'indomani, Josh viene visto da Jessie come una sorta di eroe mentre Aidan, felice di quanto fatto, si sente soddisfatto per non averlo ucciso. La sera però, riceve la visita di Bishop che gli dà delle foto: Michael si è ucciso.
Sally, carica delle parole di Tony, si reca a casa da Danny dove ancora non riesce a toccarlo ma, in casa con lui, vede che il ragazzo è in contatto con Bridget e insieme, si trovano a bere una birra mentre Sally, impotente, si limita ad osservare la scena.

## Segui la tua natura
- Titolo originale: Wouldn't It Be Nice (If We Were Human)
- Diretto da: Jerry Ciccoritti
- Scritto da: Chris Dingess

### Trama
Mentre Aidan continua disperatamente la sua lotta per rimanere pulito e non uccidere, Sally scopre che tra Danny e Bridget forse c'è qualcosa di più di una semplice amicizia, Josh si risveglia nel parco dopo la luna piena e ad aspettarlo c'è un uomo, Ray, che gli confessa di essere anch'egli un lupo mannaro e di volerlo aiutare. Rincasato, Josh è visibilmente turbato dopo l'incontro e Aidan si trova così ad ascoltare i problemi sia dell'amico sia di Sally. Al lavoro, dopo uno spiacevole incontro con un'infermiera, Josh viene convinto da Aidan a dare una possibilità a Ray e di incontrarlo l'indomani per un caffè. Intanto, Aidan deve fare i conti con Rebecca che, dopo la prima furia omicida, si sente ora in colpa per la sua natura e vorrebbe farla finita.
Sally intanto, è ancora turbata per l'avvicinamento delle persone più importanti della sua vita e, di nuovo a casa di Danny, riesce a bloccare un nuovo bacio tra i due e, presa dalla furia, riesce addirittura a rompere un bicchiere.
Aidan invece, per cercare di bloccare Rebecca si trova coinvolto in un rapporto sessuale con morsi contro di lei che lo porta ad una nuova dipendenza di sangue.
L'indomani, la luna piena si sta avvicinando e anche l'appuntamento tra Ray e Josh ha preso luogo: i due si incontrano nel bosco dove, in una casa abbandonata, Ray mostra i suoi trucchi all'amico per evitare di far del male agli altri durante la trasformazione. Rincasati, Josh racconta ad Aidan della sua esperienza e chiede all'amico di far rimanere lì a casa con loro Ray e, nonostante non sia molto d'accordo, Aidan acconsente. L'indomani, la luna piena è sempre più vicina e Ray e Josh escono di nuovo insieme e l'uomo mostra una sua tecnica per riuscire ad ottenere il numero di una ragazza e la sera, rientrato in casa, Ray ha uno brutto scontro con Aidan, affamato dopo essere riuscito a resistere alla tentazione.
L'indomani al lavoro, Josh cerca di mettere in atto la stessa tecnica di Ray per avvicinarsi alla stessa infermiera che l'aveva trattato male ma, con lui, quella tecnica non funziona e Josh, arrabbiato, se la prende con Aidan. Tornato a casa dopo il lavoro, Aidan si trova a consolare Sally la quale, dopo le parole dell'amico, riesce ad entrare in contatto con Bridget e a darle la sua benedizione per un rapporto con Danny. La sera, mentre è a casa da sola, Sally riceve l'inaspettata visita di Danny che la chiama ma lei, resistendo, lo ignora ed evita un contatto con lui.
Aidan è di nuovo uscito con Rebecca per cercare di insegnarle a vivere normalmente ma, presi da una furia omicida, se ne vanno per cominciare a baciarsi. Improvvisamente, i loro sensi percepiscono un uomo e Rebecca sta per morderlo se non fosse per l'intervento di Aidan. Fuggiti nella stanza del motel di Rebecca, Aidan prova a far ragionare l'amica che però, troppo disperata, scappa.
Josh esce nuovamente con Ray che, carico del potere datogli dalla luna, porta l'amico nel covo dei vampiri. Qui, Ray comincia a picchiare a sangue un vampiro uscito dalla stanza e poco dopo, vengono raggiunti da Marcus che, offendendo Josh, si trova a fare i conti con la rabbia e la forza del ragazzo. Tornati a casa, Josh è ancora turbato da quanto è accaduto ma Ray, invano, tenta di farlo ragionare, lasciando ancora di più il ragazzo in confusione.

## Ad ognuno il suo
- Titolo originale: The End of the World As We Knew It
- Diretto da: Charles Binamé
- Scritto da: Nancy Won

### Trama
Aidan dà l'ultimo saluto ad un uomo che, gravemente malato, muore la sera stessa. L'indomani però, Aidan è di turno al pronto soccorso dove ritrova lo stesso uomo morto il giorno prima: l'uomo è stato trasformato in vampiro, dal prete. Recatosi dal prete, Aidan scopre che dietro tutto c'è Bishop il quale, per giustificarsi, confessa all'amico che ora le uniche persone trasformate sono consenzienti e, inoltre, lo informa della bravata dell'amico.
A casa intanto, Josh è ancora turbato per quanto fatto la sera prima e, nonostante i piani di Ray per la sera della trasformazione, scappa da lui per andare in ospedale dove incontra di nuovo l'infermiera la quale, prova ancora ad insultarlo rimanendo però colpita da un nuovo Josh che le si pone di fronte.
Sola in casa, Sally riceve la visita di Danny, Bridget e un idraulico a causa di un problema alle tubature, del quale Sally però, ritiene di non essere la causa. Mentre l'idraulico continua con i suoi lavori, Bridget gira per casa in cerca di un contatto con Sally, che però innervosisce molto Danny. Quando l'idraulico sta per andarsene però, mostra a Danny un anello trovato nelle tubature: in quel momento, Sally ricorda tutto: quello era l'anello che lui le regalò per il fidanzamento che, mesi prima, le cadde nel lavandino scaturendo l'ira di Danny che, in preda alla rabbia, la spinse, facendola cadere per le scale, uccidendola. In preda al panico, Sally scatena la sua ira e la sua disperazione facendo tornare alla normalità anche le tubature. Tornato a casa, Aidan trova l'amica in lacrime e, messo a conoscenza del fatto, vorrebbe fargliela pagare a Danny ma, per sua fortuna, viene bloccato da Sally.
È quasi sera, e Josh si trova con Ray al posto prestabilito per trasformarsi. Stanco dell'amico, Josh lo informa che, dopo la trasformazione, dovranno separarsi e, in quel momento, Ray confessa all'amico che fu lui, due anni prima, a trasformarlo. Accecato dalla rabbia, Josh ormai quasi trasformato, comincia a picchiare Ray per poi, l'indomani mattina, salutarlo per sempre.
Intanto, Aidan nonostante le raccomandazioni di Bishop, va dal prete per sistemare le cose: invece di ucciderlo, gli spacca le zanne. Il prete, disperato, va da Bishop per informarlo della vicenda il quale gli dice che, per lui, le zanne non ricrescono e, mandato via, rimane con il suo sorriso di compiacimento per quanto fatto da Aidan.
Infuriata per quanto ricordato, Sally va a casa da Danny e la mette soqquadro, sconvolgendo Danny che, al rientro con Bridget, si trova di fronte quel caos.
La giornata è finita per tutti e Josh decide di cucinare per lui e per gli amici, nonostante loro due non mangino, per creare una sorta di rito della normalità durante il quale, in tranquillità, possono parlare di tutto quanto senza problemi, mettendosi al corrente di quanto successo durante la giornata.

## Niente finisce, tutto si trasforma
- Titolo originale: It Takes Two to Make a Thing Go Wrong
- Diretto da: Charles Binamé
- Scritto da: Jeremy Carver & Anna Fricke

### Trama
Josh, Aidan e Sally stanno facendo colazione quando, guardando tra la posta, notano un cd indirizzato ad Aidan. Mettendo il DVD, i tre si trovano di fronte uno spettacolo atroce: Rebecca sta avendo un rapporto sessuale con un uomo, per poi ucciderlo, sotto gli occhi di chi, prima o poi, guarderà il DVD. Indignato, Aidan subito si reca da Marcus dove trova la stessa Rebecca che, ora, si è unita con loro.
Intanto Sally, pur avendo riconsegnato il suo anello a Danny, lo ritrova sempre in casa, cosa che la turba molto, tanto da far tremare in continuo la casa.
Al lavoro, Josh riesce finalmente a chiedere a Nora di uscire e la donna, in un giro di parole, né rifiuta né accetta l'invito. Mentre stanno tornanando a casa, lui e Aidan, incontrano Emily, la sorella di Josh che, dopo essersi lasciata con la ragazza, chiede al fratello di poterla ospitare. Tutti sotto lo stesso, i tre più Sally cercano di convivere tra stranezze e tremori mentre Sally, sempre più turbata, prega Aidan di aiutarla a sistemare Danny, senza però ottenere l'aiuto desiderato.
Di nuovo al lavoro, Josh finalmente riesce a dare appuntamento a Nora e, tornato a casa, chiede a tutti di uscire per lasciare lui e la ragazza soli. La sua serata trascorre per il meglio mentre Aidan, Emily e Sally sono andati in discoteca. Qui, Sally incontra un'altra fantasma la quale le racconta di come, dopo cinque anni dalla morte, sia riuscita ad influire e a giocare con la vita del suo ex-ragazzo, lasciandola con la promessa di aiutarla con Danny, ora spaventato dall'aver nuovamente ritrovato l'anello.
Aidan incontra Rebecca la quale gli fa perdere di vista Emily che, uscita per fumare, incontra Marcus. Mentre Aidan si sta baciando con Rebecca, a casa Josh sta facendo altrettanto con Nora fino a quando non bussa alla porta Bridget: la ragazza, visibilmente spaventata, riconsegna l'anello di Sally a Josh sotto gli occhi di Sally, che nota dei lividi su un braccio, provocati da Danny. Poco dopo, risuonano alla porta: questa volta è Emily, in un fiume di sangue che, sotto gli occhi impauriti di Josh, viene portata in ospedale dal fratello e da Nora.
In quel momento, Aidan lascia Rebecca per andare da Emily, ma non trovandola torna a casa dove Sally, in lacrime per i suoi problemi, lo informa che Emily è in ospedale. Comprendendo la situazione Aidan corre in ospedale lasciando l'amica sola.

## Uscire allo scoperto
- Titolo originale: I See Your True Colors... And That's Why I Hate You
- Diretto da: Jeremiah Chechik
- Scritto da: Jeremy Carver & Anna Fricke

### Trama
Il nostro fantasma preferito si confronta con l'ex fidanzato/killer mentre il nostro lupo mannaro incontra la sua famiglia che sospetta della sua vera identità.
Aiden invece ha una sorte di attacco causato dall'uso dell'aglio nei piatti cucinati. 
Marcus cerca vendetta sul nostro lupo mannaro arrivando fino ai suoi genitori. 